# Calosota obscura
Calosota obscura är en stekelart som beskrevs av Ruschka 1921. Calosota obscura ingår i släktet Calosota och familjen hoppglanssteklar. Inga underarter finns listade.